# Вакс Юрій Якович
Ю́рій Я́кович Вакс (нар. 30 травня 1976 року) — український футбольний суддя. Арбітр першої категорії, з 2009 по 2017 рік обслуговував ігри української Прем'єр-ліги. Після цього повернувся до Криму, де став працювати у місцевій Прем'єр-лізі Криму.

## Кар'єра
Судив регіональні змагання аматорів з 1996 року, аматорів України — з 1999 року. Арбітр другої ліги з 2002, першої ліги з 2004 року. З 2007 року судить у найвищій лізі України. Представляє місто Сімферополь.
Входить до складу комітету арбітрів Республіканської федерації футболу Криму.

### «Динамо»— «Металург» (Запоріжжя) (2008)
8 березня 2008 року в грі 20-го туру вищої ліги «Динамо» Київ—«Металург» Запоріжжя (2:1) суддя без причини показав другу жовту картку захисникові «Металурга» Володимиру Польовому, вилучивши того з поля. Потім арбітр зізнався, що не бачив початку епізоду, коли зійшлися киянин Гусєв і запоріжець Польовий, бо дивився в штрафний майданчик, де скупчилися більшість гравців. Боковий суддя також не бачив моменту, бо огляд йому закрив Гусєв. У підсумку Вакс побачив, як Польовий начебто штовхнув Гусєва й показав захисникові «Металурга» другу жовту картку, яка означала вилучення з поля.
Після гри Бюро ПФЛ, згідно з висновком Комітету арбітрів ФФУ, скасувало другу жовту картку Польового, а Юрія Вакса до кінця сезону 2007/08 було переведено до першої ліги.

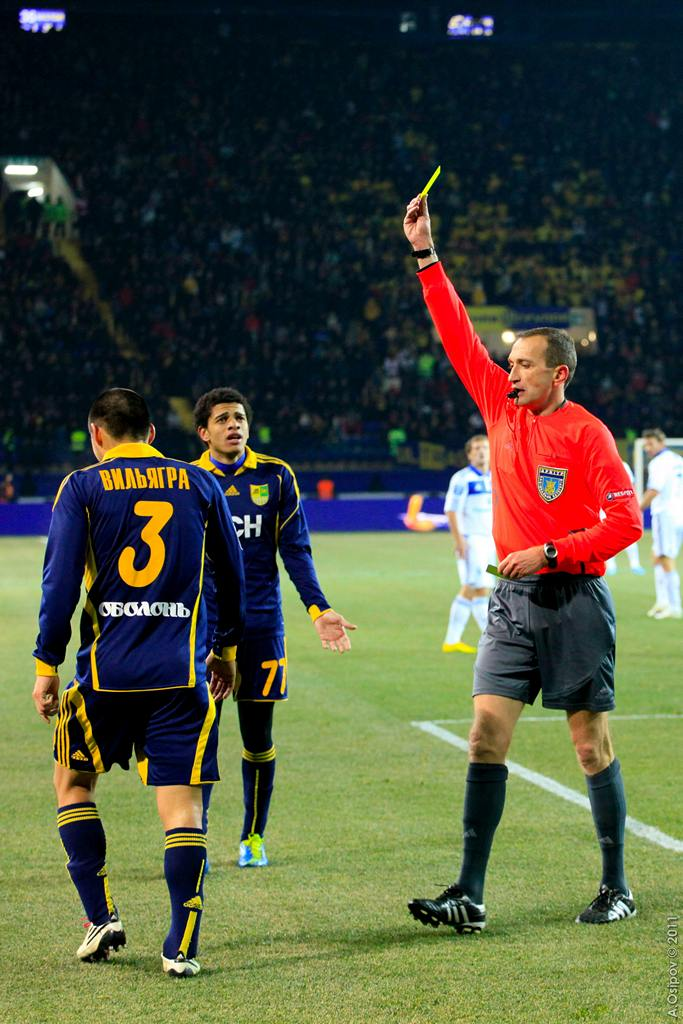
Юрій Вакс показує жовту картку.

### Суперкубок України 2011
5 липня 2011 року як головний арбітр разом із асистентами на лініях — Володимиром Володіним (Херсон) та Сергієм Беккером (Харків), четвертим рефері — Вікторо Швецовим (Одеса) й інспектором ФФУ — Ігорем Хібліним (Хмельницький) — відсудив матч за Суперкубок України 2011 між «Шахтарем» (Донецьк) та «Динамо» (Київ). У матчі Юрій Вакс показав 10 жовтих карток, а також на 5 хвилині матчу призначив пенальті у ворота «Шахтаря» за фол проти Андрія Ярмоленка.

### «Шахтар»— «Динамо» (2012)
7 квітня 2012 року як головний арбітр разом із асистентами на лініях — Володимиром Володіним (Херсон) та Сергієм Беккером (Харків), четвертим рефері — Юрієм Мосейчуком (Чернівці) й інспектором ФФУ Петром Кобичиком відсудив матч чемпіонату України сезону 2011-12 між «Шахтарем» (Донецьк) та «Динамо» (Київ). На 41-й хвилині матчу Юрій Вакс пред'явив гравцю «Динамо» Денису Гармашу другу жовту і, відповідно, червону картку за вихід футболіста на поле без дозволу, попри те, що Гармаш поле навіть не покидав. Через це, в технічній зоні виникла сутичка між гравцями та тренерами обох команд, під час якої головний тренер «Динамо» Юрій Сьомін образив персонал «Шахтаря», за що і був вилучений арбітром матчу. У підсумку кияни програли з рахунком 0-2.
Після матчу ряд гравців і головний тренер «Динамо» різко висловились щодо суддівства у матчі. Вислови були підтримані колишніми арбітрами Костянтином Віхровим, Мирославом Струпарем та Олексієм Спіріним, а також експертами футбольної програми «Про футбол» на телеканалі 2+2 Віталієм Кварцяним та Григорієм Іщенком. Крім того, офіційний сайт «Динамо» заявив про те, що представники «Шахтаря» тиснули на арбітра та телеканалів ТРК «Україна» та ТК «Футбол», які однобоко транслювали, коментували та обговорювали матч і не показали повтор з необхідного ракурсу, а журналіст Ігор Мірошниченко відкрито заявив, що президент «Шахтаря» Рінат Ахметов дав арбітру хабаря. Про ангажованість арбітра більш коректно сказав Юрій Сьомін
Проте, деяка частина футбольної громадськості підтримала рішення Вакса: так, Олег Орєхов, колишній арбітр ФІФА, що був пожиттєво дискваліфікований за корупцію у футболі, підтримав свого колегу, заявивши, що якщо картка була показана за затримку часу, то вона може бути обґрунтованою. Підтримав арбітра і капітан «Шахтаря» Дарійо Срна, який заявив, що Вакс справедливо пред'явив футболісту жовту картку за самовільний вихід з поля, хоча за правилами ФІФА гравець зобов'язаний покинути поле, якщо йому надавали допомогу лікарі. Інший гравець «Шахтаря» Ярослав Ракицький теж назвав жовту картку справедливою, так як гравець без дозволу арбітра повернувся на поле, хоча насправді, гравець ще не встиг його залишити. Також підтримали арбітра й експерти ТК «Футбол», що транслював матч, і Футбольного уїк-енду.
Наступного дня після матчу стало відомо, що арбітр в протоколі змінив причину вилучення, замінивши її на «неспортивну поведінку», але сам Вакс відмовився коментувати матч, а Сьомін заявив, що «Динамо», швидше за все, подасть офіційний протест на результат матчу.

### «Олександрія» - «Чорноморець» (2016)
11 грудня 2016 року Вакс відсудив матч 18-го туру чемпіонату в Олександрії між однойменним клубом і одеським «Чорноморцем». Матч закінчився перемогою господарів 2:1, але по ходу зустрічі арбітр показав 16 жовтих (8 гравцям господарів і 8 гравцям гостей (в т.ч. одна друга жовта)) і дві червоні картки (по одній на клуб). А в післяматчевому інтерв'ю гравці «Чорноморця» стверджували те, що Вакс висловлювався нецензурними виразами

### Російське громадянство
Внесений до списку ресурсу «Миротворець» як особа, яка неодноразово незаконно перетинала українсько-російський кордон. Після анексії Криму Юрій Вакс 2014 року отримав російське громадянство, однак і далі обслуговував матчі прем'єр-ліги України. Із Сімферополя арбітр літав до Москви, а звідти до України, де судив матч чергового туру чемпіонату. ФФУ та СБУ жодним чином не реагували на порушення законодавства з боку арбітра.
У серпні 2017 року вирішив завершити суддівську кар'єру в Україні, після чого повернувся до Криму й почав кар'єру арбітра Прем'єр-ліги КФС. Перший матч провів 12 серпня 2018 року в окупованому Криму за Суперкубок півострова.

## Статистика сезонів в елітному дивізіоні
Дані з урахуванням сезону 2009/10
І — ігри, Ж — жовті картки, Ч — червоні картки, П — призначені пенальті
| Сезон   | І  | Ж  | Ч | П |
| ------- | -- | -- | - | - |
| 2006/07 | 1  | 2  | - | - |
| 2007/08 | 3  | 12 | 1 | - |
| 2008/09 | -  | -  | - | - |
| 2009/10 | 5  | 14 | - | 2 |
| 2010/11 | 11 | 43 | 2 | 1 |

## Приватне життя
Одружений. Хобі: музика, література, кіно.